# The Statler Brothers
The Statler Brothers (đôi khi trong giới âm nhạc thường chỉ gọi đơn giản là The Statlers) là một nhóm nhạc đồng quê, Phúc âm và hòa âm giọng hát của Mỹ. Bộ tứ của nhóm được thành lập năm 1955 và bắt đầu sự nghiệp của nhóm khi hợp tác với Johnny Cash.
Ban đầu biểu diễn nhạc Phúc âm ở các nhà thờ địa phương, nhóm đã tự mình thanh toán chi phí của họ như The Four Star Quartet và sau đó là The Kingsmen. Năm 1963, khi ca khúc "Louie, Louie" của ban nhạc garage rock có tên The Kingsmen trở nên nổi tiếng, nhóm đã quyết định tự thanh toán cho The Statler Brothers. Mặc dù tên nhóm là vậy, chỉ có hai thành viên trong nhóm "The Statler Brothers" là anh em ruột và không có họ Statler. Thực tế nhóm đã tự đặt tên sau khi một nhãn của xoa bóp mặt mà họ nhận thấy trong phòng khách sạn (họ còn đùa họ có thể quay trở lại thành Kleenex Brothers). Don Reid hát chính; Harold Reid - người anh của Don hát bass; Phil Balsley hát giọng nam trung, còn Lew DeWitt vừa hát giọng nam cao vừa là nghệ sĩ ghita của Statlers trước khi Jimmy Fortune thay thế bởi sức khỏe yếu của DeWitt. DeWitt mất ngày 15 tháng 8 năm 1990 bởi bệnh tim và thận, xuất phát từ những biến chứng của bệnh Crohn.